# Dorothea av Montau

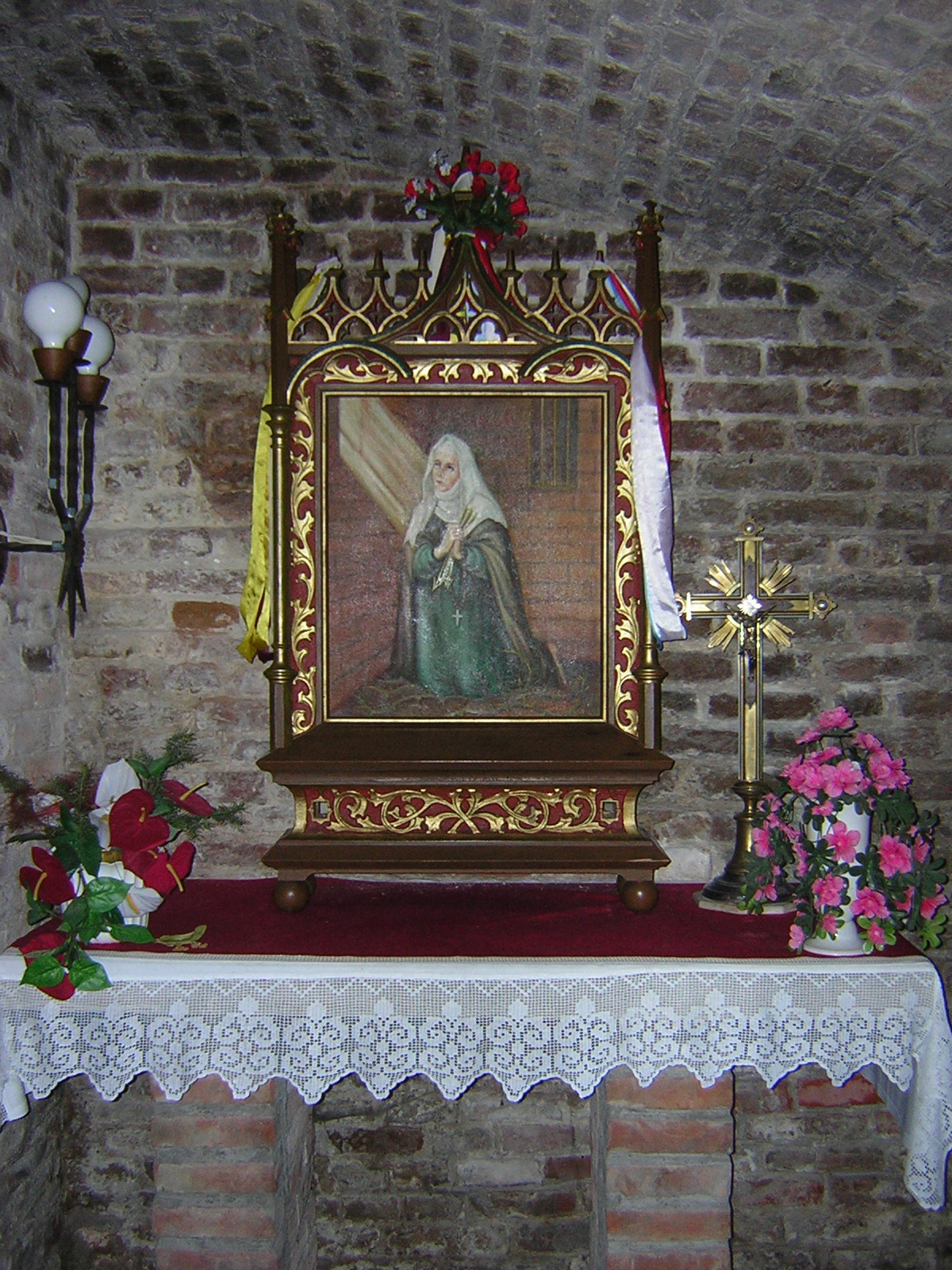
Dorotheas cell i Kwidzyn

Dorothea av Montau, född 6 februari 1347 i Groß Montau, död 25 juni 1394 i Marienwerder (nuvarande Kwidzyn), var ett katolskt helgon.
Dorothea dog i Marienwerder där hon levde i en cell i domkyrkan. Hennes kanoniseringsprocess avbröts 1404 men hon vördades av folket som Tyska ordens och Preussens skyddshelgon. Processen återupptogs inte förrän 1955, och Dorothea helgonförklarades 1976. Hennes helgondag firas den 25 juni.
Hennes liv, sett ur hennes makes perspektiv, är ett av flera motiv i Günter Grass' roman Flundran från 1977.